# Amt Engen
Das Amt Engen war in napoleonischer Zeit eine Verwaltungseinheit im Südosten des Großherzogtums Baden. Es bestand von 1807 bis 1813.

## Geschichte

### Historischer Hintergrund

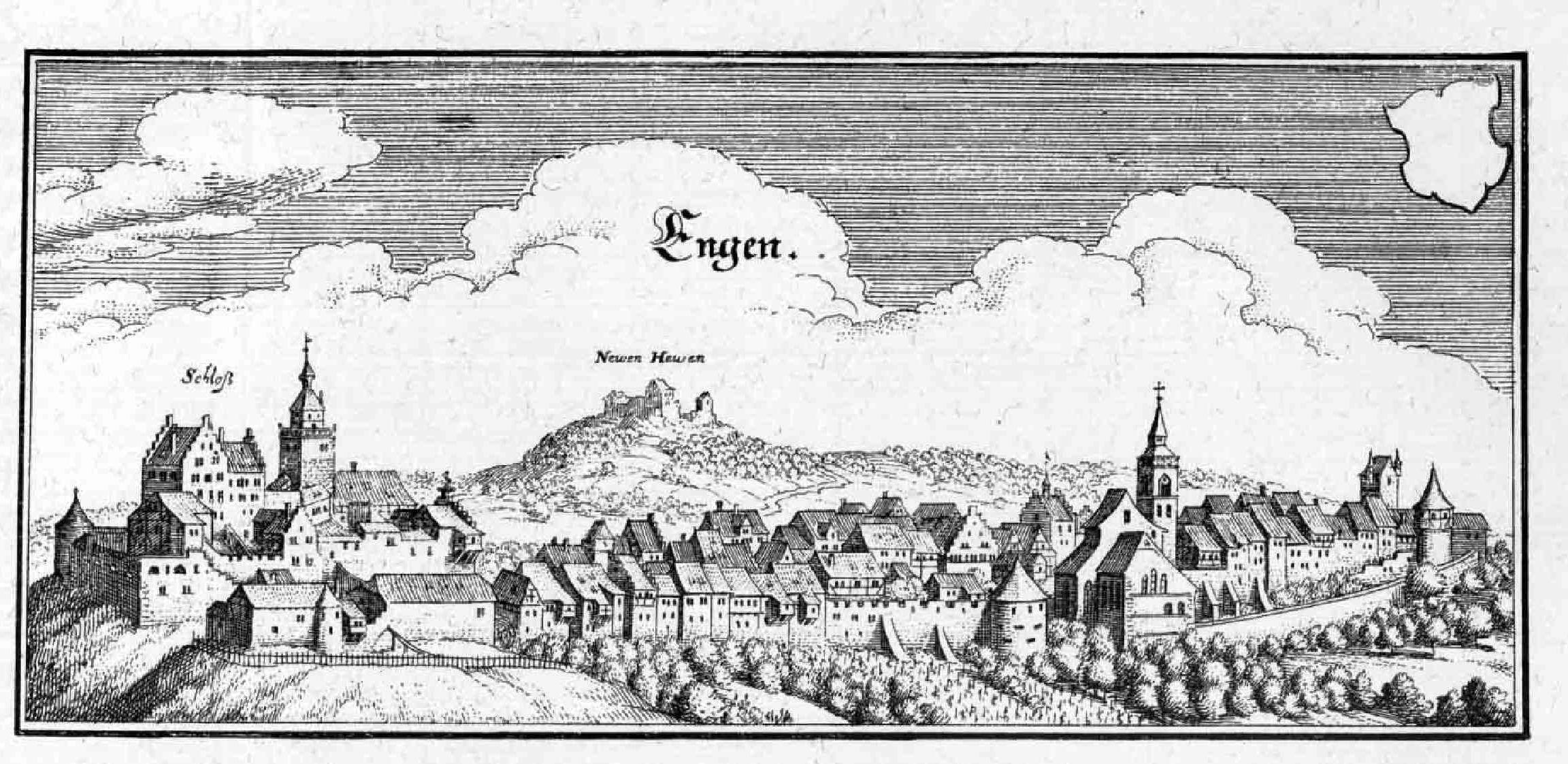
Engen auf einem Stich von Merian, im Hintergrund Burg Neuhewen

Die am Nordrand des Hegaus gelegene, nach der Burg Hohenhewen benannte Herrschaft Hewen war nach dem Tode Maximilians von Pappenheim 1639 über seine mit Friedrich Rudolf von Fürstenberg verheiratete Tochter an das Haus Fürstenberg gekommen. Als Teil des Fürstentums Fürstenberg entstand aus ihr das einem Obervogt unterstehende Obervogteiamt Engen.

### In badischer Zeit
Mit der Rheinbundakte von 1806 wurde das Haus Fürstenberg mediatisiert, ihr Territorium zum größten Teil der badischen Landeshoheit unterstellt. Dessen Regierung errichtete daher im Sommer 1807 das standesherrschaftliche Amt Engen, das sich, neben der Amtsstadt Engen aus den Ortschaften Bargen, Emmingen ab Egg, Hattingen, Biesendorf, Zeilen, Schenkenberg, Schlatterhof, Honstetten, Wasserburg, Eckartsbronn, Dudenstatt, Talmühle, Schopfloch, Bittelbrunn, Zimmerholen, Anselfingen, Hohenhöwen, Neuhausen, Welschingen und Ehingen zusammensetzte. Im Rahmen der Verwaltungsstruktur des Landes wurde es der Provinz des Oberrheins, auch Badische Landgrafschaft genannt, zugeordnet. Der von Fürstenberg übernommene Philipp Martin Mors blieb, mit dem Titel eines Rates und Obervogts, mit der Leitung des Amtes beauftragt.
Eine besondere Situation bestand bei dem erst 1749 hinzugekommenen Schlatt am Randen. Hier hatte Fürstenberg nur die niedere Gerichtsbarkeit inne, der Ort wurde insofern von Engen aus mitverwaltet, ansonsten zählte er zur Landgrafschaft Nellenburg. Sie war ab 1806 in diesem Bereich strittig zwischen Baden und dem Königreich Württemberg. Letzteres verzichtete in einem Ende 1808 geschlossenen Staatsvertrag auf seine Ansprüche.
Im Dezember 1807 wurde das Amt Engen dem landesherrschaftlichen Obervogteiamt Blumenfeld unterstellt. In Umsetzung des Novemberedikts von 1809 wurde diese Konstellation Anfang 1810 aufgehoben, das Amt unterstand nun dem neu errichteten Seekreis. Nachdem die Aufhebung der Patrimonialgerichtsbarkeit 1813 eine einheitliche Zuständigkeit der Ämter ermöglicht hatte, wurden die fürstenbergischen Ämter Möhringen und Engen mit der Ortschaft Immendingen zum Bezirksamt Engen zusammengefasst, zugleich wechselte Schlatt am Randen zum Bezirksamt Blumenfeld.

## Weitere Entwicklung
Das Bezirksamt Engen wurde 1936 aufgelöst, sein Hauptort kam zum Bezirksamt Konstanz, aus dem 1939 der Landkreis Konstanz hervorging.